# Taiping, Malaysia

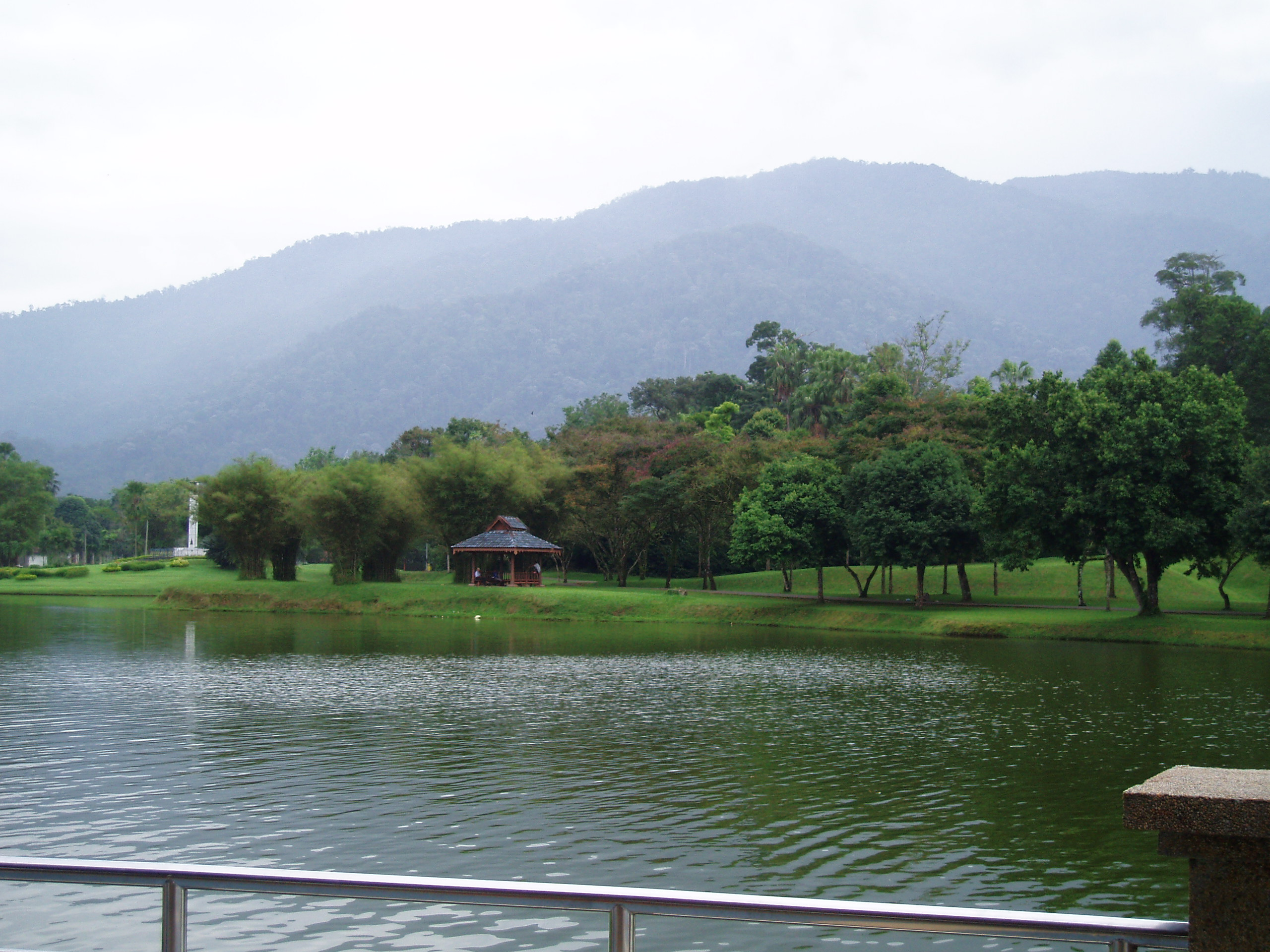
Park i Taiping.

Taiping är en stad i västra Malaysia, och är den näst största staden i delstaten Perak. Befolkningen uppgick till 199 489 invånare vid folkräkningen 2000. Taiping var Peraks huvudstad från 1876 till 1937, då huvudstaden flyttades till Ipoh.